# Bank Norwegian
Bank Norwegian est une banque en ligne norvégienne qui propose aux consommateurs des prêts, des cartes de crédit et des comptes d'épargne. La société a été fondée par la compagnie aérienne Norwegian Air Shuttle en novembre 2007 et son siège se trouve à Bærum, en Norvège,. Son siège social est situé dans l'immeuble de bureaux Diamanten (« Le Diamant »).

## Historique
La Bank Norwegian est fondée en 2007, spin-off du programme de fidélité de la Norwegian Air Shuttle.
En décembre 2018, la Bank Norwegian annonce son développement sur le continent européen avec la demande d'une licence bancaire irlandaise. Cette licence serait enregistrée par la société Lilienthal Finance détenue indirectement par des dirigeants de Norwegian Air Shuttle.
La compagnie aérienne Norwegian annonce le 19 août 2019 vendre toutes ses actions (17,47%) dans la holding de Bank Norwegian à un consortium composé du groupe Sampo et de la société de capital-investissement Nordic Capital.
La banque suédoise Nordax lance le 4 mars 2021 une offre publique d'achat de 95 NOK par action valorisant le capital de Bank Norwegian à 17,8 milliards de couronnes. Les marchés réagissent en faisant monter l'action au-delà du prix de l'offre et le conseil d'administration de Norwegian émet une recommandation négative le 9 mars 2021.